# Euophrys pulchella
Euophrys pulchella är en spindelart som beskrevs av George William Peckham och Elizabeth Maria Gifford Peckham 1893. Euophrys pulchella ingår i släktet Euophrys och familjen hoppspindlar. Inga underarter finns listade i Catalogue of Life.